# Fave - Quelli di Pinocchio
Fave - Quelli di Pinocchio è un film direct-to-video del 2006 diretto da Massimo Ceccherini.

## Trama
Ceccherini vuole fare uno spettacolo che parla di sesso insieme al Paci e al Monni. A causa del tema osceno dello spettacolo, Paci non vorrebbe farlo ma viene incastrato dal Ceccherini e costretto a farlo. Monni invece non pensa allo spettacolo: va tutti i giorni a passeggiare nel parco delle Cascine a Firenze cantando e recitando Dante Alighieri in riva all'Arno.
Ceccherini si mette d'accordo con Giuliano Grande, caratterista del film Il ciclone, per convincere il Paci che lo spettacolo che vorrebbe fare è una vera commedia; il regista Franco Casaglieri ha costruito un costume a forma di pene umano per farlo indossare al Paci e farlo andare di notte in casa di Giuliano Grande che dorme, facendogli credere di sognare un enorme pene che gli dice: «Giulianoneee! Sono il tuo cazzooo! Non mungermi più! Altrimenti ti lasciooo!». Paci scopre che è stata tutta una messa in scena per registrare la scena e spedirla alla sua famiglia tramite una videocassetta.
Dopo un provino finito nel peggiore dei modi, Paci e Ceccherini decidono di avviare interviste e manifestazioni insieme a Giuliano Grande nei pressi di Prato. Il film si conclude con la recitazione di Dante del Monni.